# O Jesus Krist, du nådens brunn
O Jesus Krist, du nådens brunn är en psalm med elva verser från 1656 av okänd svensk upphovsman. Högmarck (1736) uppger att, Jesper Swedberg bearbetade texten men "Han har allenast förbättrat Psalmen, ty elliest är han mycket äldre och först skrifwen på Swensko, men af hvwen är ännu obekant."  Texten har sen bearbetats av Georg Stolpe 1819 och Britt G. Hallqvist 1983. 
Psalmen inleds 1695 med orden:
O JEsu Christ! tu nådenes brunn
Tu lefwande wattukälla
Melodin är enligt 1697 års koralbok samma som används till psalmerna Se Herrens ord är rent och klart (1695 nr 32 vars melodi varierat genom åren), Min hogh från Menniskior hafwer jagh wändt (1695 nr 42) och Döm mig, min Gud (1695 nr 54). I 1937 års psalmbok anges att melodin är densamma som psalmerna Jag kommer, Gud, och söker dig (1937 nr 195), O Jesu Krist, min högsta tröst (1937 nr 284), Som dig, Gud, täckes, gör med mig (1937 nr 327), Gud säger, att den salig är (1937 nr 348).
I Koralbok för Nya psalmer, 1921 och 1986 års psalmbok anges att melodin som använts sen 1695 års psalmbok är skriven av Miles Coverdale cirka 1538 och Christian Adolph Nystad 1542, tryckt i Ein schön Geistlich Sangböck.

## Publicerad
- 1695 års psalmbok, som nr 221 under rubriken "Om Menniskiones Fall och Upprättelse".
- 1819 års psalmbok, som nr 47 under rubriken "Den fallna människans upprättelse genom Jesus".
- 1937 års psalmbok, som nr 273 under rubriken "Bättring och omvändelse" med titelraden "O Jesu Krist, du nådens brunn".
- Den svenska psalmboken 1986, som nr 546 under rubriken "Skuld - förlåtelse".
- Svensk psalmbok för den evangelisk-lutherska kyrkan i Finland (1986) som nr 351 (5 verser) under rubriken "Skuld och förlåtelse" samt som nr 555 (3 verser) under rubriken "Döden och evigheten" med titelraden "Jag vandringsman är i ett främmande land" med finsk koralvariant som melodi.